# Nørresundby

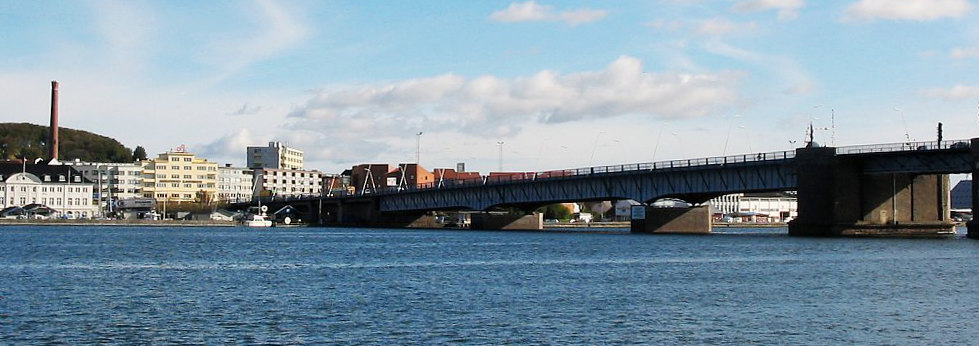
Nørresundby et le pont routier sur le Limfjord.

Nørresundby est une ville danoise indépendante située dans le nord du pays, sur la rive septentrionale du Limfjord, dans la région de Vendsyssel, sur l'île de Vendsyssel-Thy et fait partie de la commune d'Aalborg.

## Géographie
Nørresundby est située face et au nord de la ville d'Aalborg.

### Liaisons et transports
La ville est reliée à Aalborg par un pont routier (le Limfjordsbroen (da)), un pont ferroviaire en fer (le Jernbanebroen (da)), ainsi que par un tunnel autoroutier (le Limfjordstunnelen).
L'aéroport d'Aalborg est situé sur le territoire de la commune.

## Démographie
La zone urbaine a une population de 21 761 habitants (au 1er janvier 2014). Constituant sa propre zone urbaine depuis 2006, Nørresundby est souvent considérée comme faisant partie d'Aalborg, l'appellation Grand Aalborg (Aalborg-Stor) est utilisée pour décrire l'entité.

## Liens externes

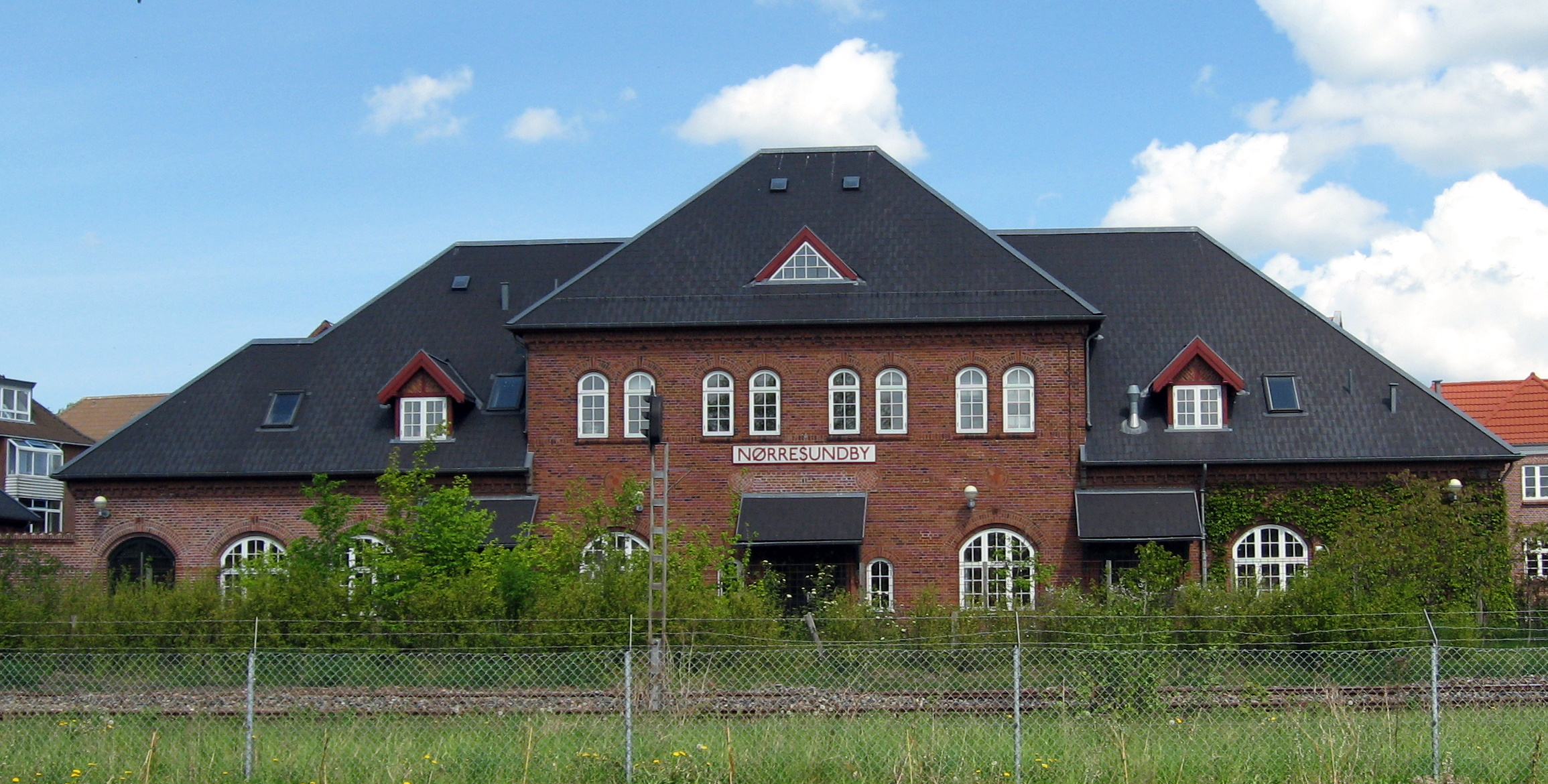
La gare de Nørresundby (2010).